# 1962-es labdarúgó-világbajnokság-selejtező (UEFA – 6. csoport)
Az 1962-es labdarúgó-világbajnokság európai 6. selejtezőcsoportjának mérkőzéseit, és a csoport végeredményét tartalmazó lapja. A csoportban körmérkőzéses, oda-visszavágós rendszerben játszottak egymással a labdarúgó-válogatottak. A selejtezőket 1960. október 19. és 1961. október 25. között rendezték. A csoport győztese automatikus résztvevője lett az 1962-es labdarúgó-világbajnokságnak.
A csoportban Anglia, Luxemburg és Portugália szerepelt.
Anglia jutott ki az 1962-es világbajnokságra.

## Tabella
| Hely. | Csapat     | M | Gy | D | V | G+ | G– | Gk  | P | Továbbjutás                          |     | Anglia | Portugália | Luxemburg |
| ----- | ---------- | - | -- | - | - | -- | -- | --- | - | ------------------------------------ | --- | ------ | ---------- | --------- |
| 1.    | Anglia     | 4 | 3  | 1 | 0 | 16 | 2  | +14 | 7 | Kijutott az 1962-es világbajnokságra |     | —      | 2–0        | 4–1       |
| 2.    | Portugália | 4 | 1  | 1 | 2 | 9  | 7  | +2  | 3 |                                      |     | 1–1    | —          | 6–0       |
| 3.    | Luxemburg  | 4 | 1  | 0 | 3 | 5  | 21 | −16 | 2 |                                      | 0–9 | 4–2    | —          |           |

## Mérkőzések
| 1960. október 19. |

| Luxemburg | 0–9         | Anglia                                                          |
| --------- | ----------- | --------------------------------------------------------------- |
|           | Jegyzőkönyv | Charlton 3' 7' 65' Greaves 16' 82' 87' Smith 23' 52' Haynes 62' |

| Stade Municipal, Luxembourg Nézőszám: 6000 Játékvezető: Johannes Martens (holland) |

| 1961. március 19. |

| Portugália                                                 | 6–0         | Luxemburg |
| ---------------------------------------------------------- | ----------- | --------- |
| Yaúca 53' 66' 83' Aguas 39' Brosius 50' (öngól) Coluna 85' | Jegyzőkönyv |           |

| Estádio Nacional, Lisszabon Nézőszám: 17 000 Játékvezető: Daniel Mellet (svájci) |

| 1961. május 21. |

| Portugália | 1–1         | Anglia      |
| ---------- | ----------- | ----------- |
| Aguas 59'  | Jegyzőkönyv | Flowers 83' |

| Estádio Nacional, Lisszabon Nézőszám: 60 000 Játékvezető: Pietro Bonetto (olasz) |

| 1961. szeptember 28. |

| Anglia                                   | 4–1         | Luxemburg  |
| ---------------------------------------- | ----------- | ---------- |
| Charlton 44' 80' Pointer 36' Viollet 37' | Jegyzőkönyv | Dimmer 73' |

| Wembley Stadion, London Nézőszám: 35 000 Játékvezető: Gérard Versyp (belga) |

| 1961. október 8. |

| Luxemburg                          | 4–2         | Portugália            |
| ---------------------------------- | ----------- | --------------------- |
| Schmit 21' 53' 56' N. Hoffmann 83' | Jegyzőkönyv | Eusébio 83' Yaúca 89' |

| Stade Municipal, Luxembourg Nézőszám: 6000 Játékvezető: Kurt Tschenscher (nyugatnémet) |

| 1961. október 25. |

| Anglia                  | 2–0         | Portugália |
| ----------------------- | ----------- | ---------- |
| Connelly 5' Pointer 10' | Jegyzőkönyv |            |

| Wembley Stadion, London Nézőszám: 100 000 Játékvezető: Marcel Bois (francia) |

## Csapat eredmények

### Anglia
Szövetségi kapitány:  Walter Winterbottom
| Poszt | Név            | Születési idő        | Mérkőzésszám | Gól | Játékidő percben | Sub off | Sub on | Luxemburg | POR | Luxemburg | POR | Klub                    |
| ----- | -------------- | -------------------- | ------------ | --- | ---------------- | ------- | ------ | --------- | --- | --------- | --- | ----------------------- |
| DF    | Jimmy Armfield | 1935. szeptember 21. | 4            | 0   | 360              | 0       | 0      | 90        | 90  | 90        | 90  | Blackpool FC            |
| MF    | Bobby Charlton | 1937. október 11.    | 4            | 5   | 360              | 0       | 0      | 90        | 90  | 90        | 90  | Manchester United       |
| FW    | John Connelly  | 1938. július 18.     | 1            | 1   | 90               | 0       | 0      | -         | -   | -         | 90  | Burnley FC              |
| MF    | Bryan Douglas  | 1934. május 27.      | 4            | 0   | 360              | 0       | 0      | 90        | 90  | 90        | 90  | Blackburn Rovers        |
| FW    | John Fantham   | 1939. február 6.     | 1            | 0   | 90               | 0       | 0      | -         | -   | 90        | -   | Sheffield Wednesday     |
| DF    | Ron Flowers    | 1934. július 28.     | 4            | 1   | 360              | 0       | 0      | 90        | 90  | 90        | 90  | Wolverhampton Wanderers |
| FW    | Jimmy Greaves  | 1940. február 20.    | 2            | 3   | 180              | 0       | 0      | 90        | 90  | -         | -   | Chelsea FC              |
| FW    | Johnny Haynes  | 1934. október 17.    | 3            | 1   | 270              | 0       | 0      | 90        | 90  | -         | 90  | Fulham FC               |
| DF    | Michael McNeil | 1940. február 7.     | 3            | 0   | 270              | 0       | 0      | 90        | 90  | 90        | -   | Middlesbrough F.C.      |
| FW    | Ray Pointer    | 1936. október 10.    | 2            | 2   | 180              | 0       | 0      | -         | -   | 90        | 90  | Burnley FC              |
| FW    | Bobby Robson   | 1933. február 18.    | 4            | 0   | 360              | 0       | 0      | 90        | 90  | 90        | 90  | West Bromwich Albion    |
| FW    | Bobby Smith    | 1933. február 22.    | 2            | 2   | 180              | 0       | 0      | 90        | 90  | -         | -   | Tottenham Hotspur       |
| GK    | Ron Springett  | 1935. július 22.     | 4            | 0   | 360              | 0       | 0      | 90        | 90  | 90        | 90  | Sheffield Wednesday     |
| MF    | Peter Swan     | 1936. október 8.     | 4            | 0   | 360              | 0       | 0      | 90        | 90  | 90        | 90  | Sheffield Wednesday     |
| FW    | Dennis Viollet | 1933. szeptember 9.  | 1            | 1   | 90               | 0       | 0      | -         | -   | 90        | -   | Manchester United       |
| DF    | Ray Wilson     | 1934. december 17.   | 1            | 0   | 90               | 0       | 0      | -         | -   | -         | 90  | Huddersfield Town       |

### Portugália
Szövetségi kapitány:  Armando Ferreira (first és second match);  Fernando Peyroteo (third és fourth match)
| Poszt | Név             | Születési idő        | Mérkőzésszám | Gól | Játékidő percben | Sub off | Sub on | Luxemburg | Angol | Luxemburg | Angol | Club                       |
| ----- | --------------- | -------------------- | ------------ | --- | ---------------- | ------- | ------ | --------- | ----- | --------- | ----- | -------------------------- |
| FW    | José Águas      | 1930. szeptember 9.  | 4            | 2   | 360              | 0       | 0      | 90        | 90    | 90        | 90    | S.L. Benfica               |
| MF    | José Augusto    | 1937. április 13.    | 2            | 0   | 180              | 0       | 0      | 90        | 90    | -         | -     | S.L. Benfica               |
| FW    | Cavém           | 1932. december 21.   | 3            | 0   | 270              | 0       | 0      | -         | 90    | 90        | 90    | S.L. Benfica               |
| MF    | Mário Coluna    | 1935. augusztus 6.   | 4            | 1   | 360              | 0       | 0      | 90        | 90    | 90        | 90    | S.L. Benfica               |
| DF    | Fernando Cruz   | 1940. augusztus 12.  | 1            | 0   | 90               | 0       | 0      | -         | 90    | -         | -     | S.L. Benfica               |
| FW    | Eusébio         | 1942. január 25.     | 2            | 1   | 180              | 0       | 0      | -         | -     | 90        | 90    | S.L. Benfica               |
| DF    | Germano         | 1933. január 18.     | 2            | 0   | 180              | 0       | 0      | 90        | 90    | -         | -     | S.L. Benfica               |
| DF    | Hilário         | 1939. március 19.    | 3            | 0   | 270              | 0       | 0      | -         | 90    | 90        | 90    | Sporting Clube de Portugal |
| MF    | Hernâni         | 1931. szeptember 1.  | 1            | 0   | 90               | 0       | 0      | 90        | -     | -         | -     | F.C. Porto                 |
| DF    | José Carlos     | 1941. szeptember 22. | 1            | 0   | 90               | 0       | 0      | 90        | -     | -         | -     | CUF Barreiro               |
| MF    | David Júlio     | 1932. január 8.      | 1            | 0   | 90               | 0       | 0      | 90        | -     | -         | -     | S.L. Benfica               |
| DF    | Mário Lino      | 1937. január 9.      | 4            | 0   | 360              | 0       | 0      | 90        | 90    | 90        | 90    | S.L. Benfica               |
| DF    | Ângelo Martins  | 1930. április 19.    | 1            | 0   | 90               | 0       | 0      | 90        | -     | -         | -     | S.L. Benfica               |
| MF    | Fernando Mendes | 1937. július 15.     | 1            | 0   | 90               | 0       | 0      | -         | 90    | -         | -     | Sporting Clube de Portugal |
| DF    | Morato          | 1937. március 20.    | 1            | 0   | 90               | 0       | 0      | -         | -     | 90        | -     |                            |
| GK    | Costa Pereira   | 1929. december 22.   | 4            | 0   | 360              | 0       | 0      | 90        | 90    | 90        | 90    | S.L. Benfica               |
| MF    | José Pérides    | 1935. április 18.    | 2            | 0   | 180              | 0       | 0      | -         | -     | 90        | 90    | Sporting Clube de Portugal |
| FW    | Santana         | 1936. március 22.    | 1            | 0   | 90               | 0       | 0      | -         | 90    | -         | -     | S.L. Benfica               |
| DF    | Lúcio Soares    | 1934. május 31.      | 2            | 0   | 180              | 0       | 0      | -         | -     | 90        | 90    | Sporting Clube de Portugal |
| MF    | Vicente Lucas   | 1935. szeptember 24. | 1            | 0   | 90               | 0       | 0      | -         | -     | -         | 90    | Belenenses                 |
| FW    | Yaúca           | 1935. június 18.     | 3            | 4   | 270              | 0       | 0      | 90        | -     | 90        | 90    | Belenenses                 |

### Luxemburg
Szövetségi kapitány:
| Poszt | Név                     | Születési idő        | Mérkőzésszám | Gól | Játékidő percben | Sub off | Sub on | Angol | POR | Angol | POR | Club                  |
| ----- | ----------------------- | -------------------- | ------------ | --- | ---------------- | ------- | ------ | ----- | --- | ----- | --- | --------------------- |
| MF    | Gaston Bauer            | 1936. január 30.     | 2            | 0   | 180              | 0       | 0      | 90    | 90  | -     | -   | Union Luxemburg       |
| DF    | Ernest Brenner          | 1931. szeptember 13. | 4            | 0   | 360              | 0       | 0      | 90    | 90  | 90    | 90  |                       |
| DF    | Fernand Brosius         | 1934. május 15.      | 4            | 0   | 360              | 0       | 0      | 90    | 90  | 90    | 90  | CA Spora Luxemburg    |
| MF    | Henri Cirelli           | 1934. december 23.   | 4            | 0   | 360              | 0       | 0      | 90    | 90  | 90    | 90  |                       |
| FW    | Camille Dimmer          | 1939. április 20.    | 1            | 1   | 90               | 0       | 0      | -     | -   | 90    | -   | /3 Crossing Molenbeek |
| DF    | Jeannot Hoffmann        | 1934. március 25.    | 2            | 0   | 180              | 0       | 0      | -     | -   | 90    | 90  | /2 Avenir Beggen      |
| MF    | Nicolas Hoffmann        | 1940. augusztus 19.  | 3            | 1   | 270              | 0       | 0      | 90    | -   | 90    | 90  |                       |
| DF    | Jean-Pierre Hoffstetter | 1937. október 27.    | 1            | 0   | 90               | 0       | 0      | -     | 90  | -     | -   | FC Aris Bonnevoie     |
| MF    | Ernest Jann             | 1931. október 3.     | 2            | 0   | 180              | 0       | 0      | 90    | 90  | -     | -   | Jeunesse Esch         |
| DF    | François Konter         | 1934. február 20.    | 4            | 0   | 360              | 0       | 0      | 90    | 90  | 90    | 90  |                       |
| FW    | Léon Letsch             | 1927. május 20.      | 1            | 0   | 90               | 0       | 0      | -     | 90  | -     | -   | CA Spora Luxemburg    |
| MF    | Paul May                | 1935. június 20.     | 2            | 0   | 180              | 0       | 0      | 90    | 90  | -     | -   | Jeunesse Esch         |
| DF    | Jean-Pierre Mertl       | 1930. április 23.    | 1            | 0   | 90               | 0       | 0      | 90    | -   | -     | -   |                       |
| MF    | Ady Schmit              | 1940. augusztus 17.  | 4            | 3   | 360              | 0       | 0      | 90    | 90  | 90    | 90  | CS Fola Esch          |
| GK    | Nicolas Schmitt         | 1936. október 3.     | 1            | 0   | 90               | 0       | 0      | -     | 90  | -     | -   | Union Luxemburg       |
| MF    | René Schneider          | 1938. április 20.    | 2            | 0   | 180              | 0       | 0      | -     | -   | 90    | 90  |                       |
| GK    | Paul Steffen            | 1930. január 17.     | 2            | 0   | 180              | 0       | 0      | -     | -   | 90    | 90  | Jeunesse Esch         |
| GK    | Théo Stendebach         | 1937. április 20.    | 1            | 0   | 90               | 0       | 0      | 90    | -   | -     | -   |                       |
| MF    | Jean Vandivinit         | 1934. január 20.     | 1            | 0   | 90               | 0       | 0      | -     | -   | -     | 90  | US Dudelange          |
| DF    | Jules Zambon            | 1938. augusztus 3.   | 2            | 0   | 180              | 0       | 0      | -     | -   | 90    | 90  |                       |

1. 1 2  A szám azt jelzi hogy abban az évben a csapat hányadik osztályban játszott a bajnokságokban.